# Vĩnh Tân (Bình Dương)
Vĩnh Tân is een xã in huyện Tân Uyên, een district in de Vietnamese provincie Bình Dương.
Vĩnh Tân ligt in het westen van het district.